# 나일 로저스
나일 로저스(Nile Rodgers, 1952년 9월 19일 ~ )는 미국의 음악 프로듀서이자 기타리스트이다. 2018년도에 버클리 음악 대학에서 명예박사 학위를 수여 받았다.